# 保沢紀
保沢 紀（ほざわ おさむ、1940年 - ）は、日本の衣装デザイナー。テレビ番組衣装担当。東京衣裳の社員だった。
「フジテレビ衣裳部の鬼・保沢紀」としてバラエティ番組に出演したことで知られる。通称「衣装の保沢さん」。

## 人物・来歴
栃木県生まれ。1959年に栃木県立栃木高等学校卒業。同校の第60回卒業の同期生には、ヤマトホールディングス会長の有富慶二、京都大学名誉教授の入倉孝次郎、キッコーマン社長の牛久崇司、東邦大学名誉教授の岸清がいた。
東京衣裳入社後、フジテレビ詰めとなり、同局の多くの番組で出演者の衣裳を担当した。
1985年7月2日放送の『ものまね王座決定戦』に「フジテレビ衣裳部所属」の肩書きで審査員として出演し、以降はレギュラー審査員として出演を続けた。以降は1990年代にかけて、フジテレビのバラエティー番組に出演しており、『ものまね王座決定戦』のほか、『夕やけニャンニャン』の「アイドルを探せ」コーナーでの審査員として、自らデザインしたラメ入りの衣裳を着用していた。
『ものまね王座決定戦』では、当初は他の審査員と同様に1投票枠をもっていたが、オスマン・サンコンや神山三岬とセットで1枠となった時期もあった。

## フジテレビ衣装部
フジテレビの組織上「衣裳部」は実在しないが、テレビスタジオ、撮影所に伝統的慣習的に存在する職能名である。
保沢の所属した東京衣裳は、フジテレビ衣裳部のほか、東映東京撮影所衣裳部にも常駐している。

## フィルモグラフィ

### 衣裳
- 『藍の女』（フジテレビ）1979年5月16日
- 『飢餓海峡』（フジテレビ）1988年10月7日
- 『スターどっきり大作戦』（フジテレビ）1997年4月12日 - 同年9月15日
- 『渥美清のああ、青春日記』（フジテレビ）1997年9月24日
- 『超!よしもと新喜劇』（毎日放送制作、TBS系列）1997年10月16日 - 1998年3月12日
- 『超!コメディ60』（毎日放送制作、TBS系列）1998年4月16日 - 同年9月17日

### 出演
全てフジテレビ番組
- 『ものまね王座決定戦』
- 『夕やけニャンニャン』 1985年4月1日 - 1987年8月31日
- 『おニャン子学園危機イッパツ とんだ放課後』 1986年5月12日
- 『とんねるずのみなさんのおかげです・日本人また!宇宙へ』 1990年12月27日